# Maianthemum szechuanicum
Maianthemum szechuanicum là một loài thực vật có hoa trong họ Măng tây. Loài này được (F.T.Wang & Tang) H.Li mô tả khoa học đầu tiên năm 1990.